# هلن چتلین
الن شاتلان (فرانسوی: Hélène Châtelain‎; ۲۸ دسامبر ۱۹۳۵ – ۱۱ آوریل ۲۰۲۰) هنرپیشه، مترجم، نویسنده و فیلم‌ساز اهل فرانسه بود.
از فیلم‌ها یا برنامه‌های تلویزیونی که وی در آنها نقش داشته‌است می‌توان به اسکله اشاره کرد.